# Cookie (gastronomia)
I cookie (dall'inglese "biscotto", pron. /ˈkuki/) o chocolate chip cookie, sono dei dolci statunitensi. Trattasi di biscotti di dimensioni variabili, in genere tondi, piatti, teneri e insaporiti con gocce di cioccolato, avena, uva passa, noci, o altri tipi di frutta secca.
I cookie vengono spesso serviti con bevande come latte, caffè o tè, nelle quali il consumatore generalmente li immerge, un sistema che "rilascia" maggior aroma sciogliendone lo zucchero mentre li rende più morbidi al palato.